# Brands Hatch
Brands Hatch és un circuit de curses de West Kingsdown, a Kent (Anglaterra), uns 35 km al sud-est de Londres. Ha estat seu del Gran Premi de la Gran Bretanya de Fórmula 1 en dotze ocasions entre 1964 i 1986 i del Gran Premi d'Europa els anys 1983 i 1985. També va ser seu entre 1965 i 1983 de la Cursa de Campions, una prestigiosa cursa de Fórmula 1 fora de campionat que es disputava en acabar la temporada oficial, i dels 1000 km de Brands Hatch entre 1966 i 1988.
A Brands Hatch s'hi han viscut alguns moments històrics de la Fórmula 1, com ara l'emocionant duel entre Jo Siffert i Chris Amon el 1968 i la primera victòria del futur campió del món Nigel Mansell al Gran Premi d'Europa el 1985.

## Història

### Antecedents
Brands Hatch era el nom d'una clariana d'herba natural que tenia forma d'amfiteatre. La zona on hi ha actualment el circuit va ser durant anys un camp d'entrenament militar. Més tard, un grup de ciclistes liderats per Ron Argent el van transformar en un circuit de terra apte per a entrenar-s'hi. La primera cursa ciclista, programada a 4 milles, hi va tenir lloc el 1928. Uns anys més tard, alguns aficionats al motociclisme van començar a fer servir el traçat, fins que, durant la Segona Guerra Mundial, el recinte es va destinar a aparcament de vehicles militars.

### Millores
El 1947 es va constituir la societat Brands Hatch Stadium Limited, la qual va renovar completament el circuit, creant una pista oval apta per a les curses d'esports de motor. El 1951 s'hi va celebrar la primera cursa de Fórmula 3 i el 1953 l'Universal Motor Racing Club es va instal·lar al circuit i hi va fundar una escola de pilots. La pista es va ampliar el 1954 amb la creació de la Druids Bend, donant lloc a una longitud total de 2 km (1,24 milles). A més, es van construir els boxs i les grades per als espectadors. Després del desastre de Le Mans de 1955 molts circuits es van tancar, però Brands Hatch va aconseguir continuar i va organitzar la seva primera cursa de Fórmula 2 el 1956.

### Fórmula 1
El 1959 es va construir el circuit de Gran Premi, que en va acollir el seu primer de Fórmula 1 l'agost de 1960, una cursa que va guanyar Jack Brabham. Aviat, el circuit es va vendre a Grovewood Securities i John Webb va ser designat director del circuit per mitjà de l'organització Motor Racing Developments. La nova direcció va aconseguir unes excel·lents negociacions amb el Royal Automobile Club (RAC) per a portar-hi el Gran Premi de la Gran Bretanya, que es va anar alternant des d'aleshores entre el circuit de Silverstone i Brands Hatch.

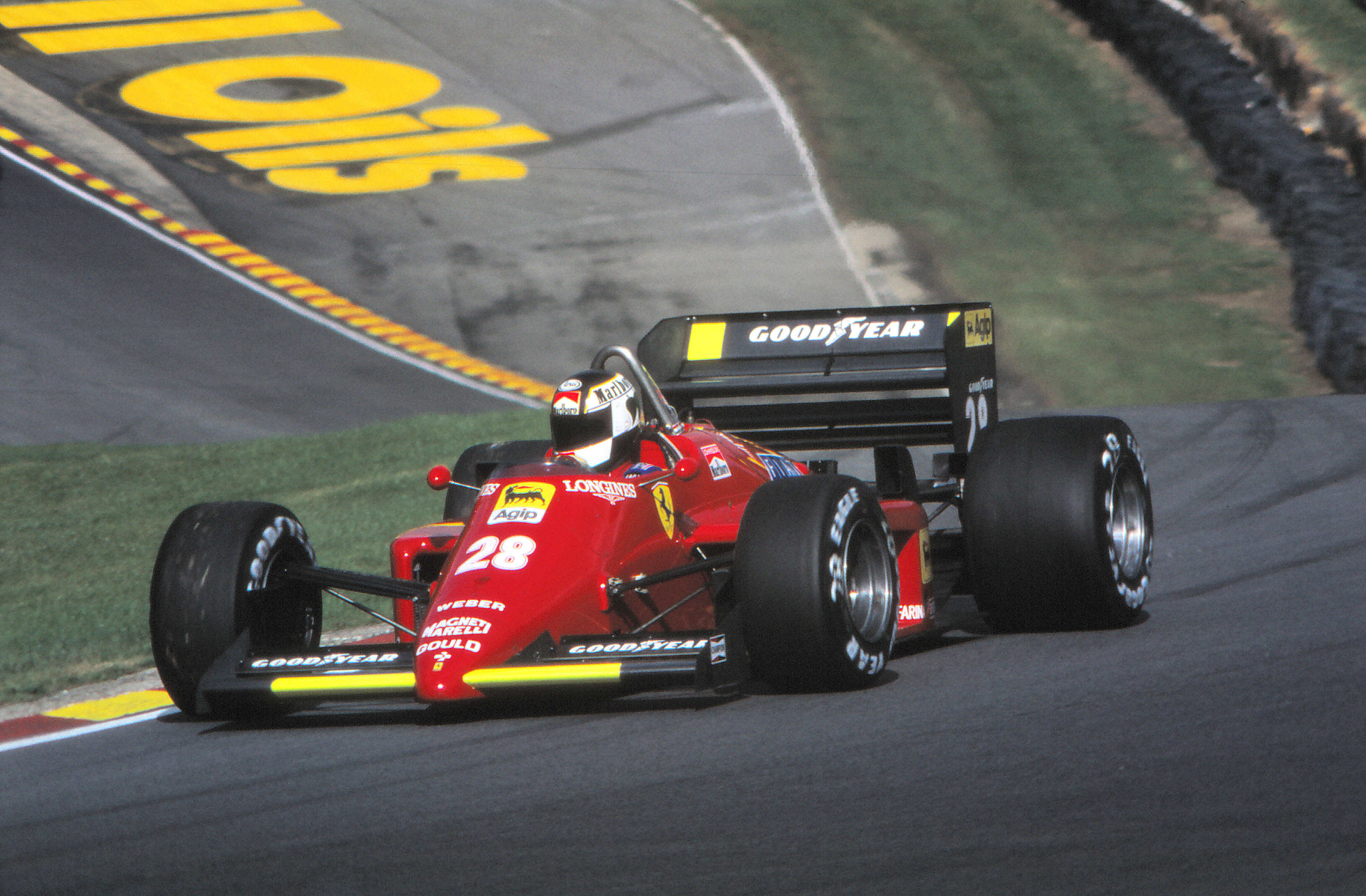
Stefan Johansson al circuit durant el GP d'Europa de 1985

L'11 de juliol de 1964, Brands Hatch va acollir el seu primer Gran Premi puntuable per al campionat del món de Fórmula 1, que va guanyar Jim Clark. Des d'aleshores, el circuit va continuar acollint el Gran Premi cada dos anys, malgrat els accidents mortals a Paddock Hill Bend dels pilots George Crossman, Tony Flory i Stuart Duncan, així com les greus ferides patides per dos pilots més els anys 1965 i 1966. Després de la mort de Jo Siffert al circuit a l'octubre de 1971, Brands Hatch es va equipar amb sistemes de seguretat millors i així va poder continuar acollint curses de Fórmula 1 i altres com les de Formula Ford i IndyCar. L'últim Gran Premi de Fórmula 1 que s'hi celebrà va ser el de 1986, que guanyà Nigel Mansell després d'una cursa caracteritzada per un gran accident a la sortida que va provocar el final de la carrera del francès Jacques Laffite.

### Darrers temps

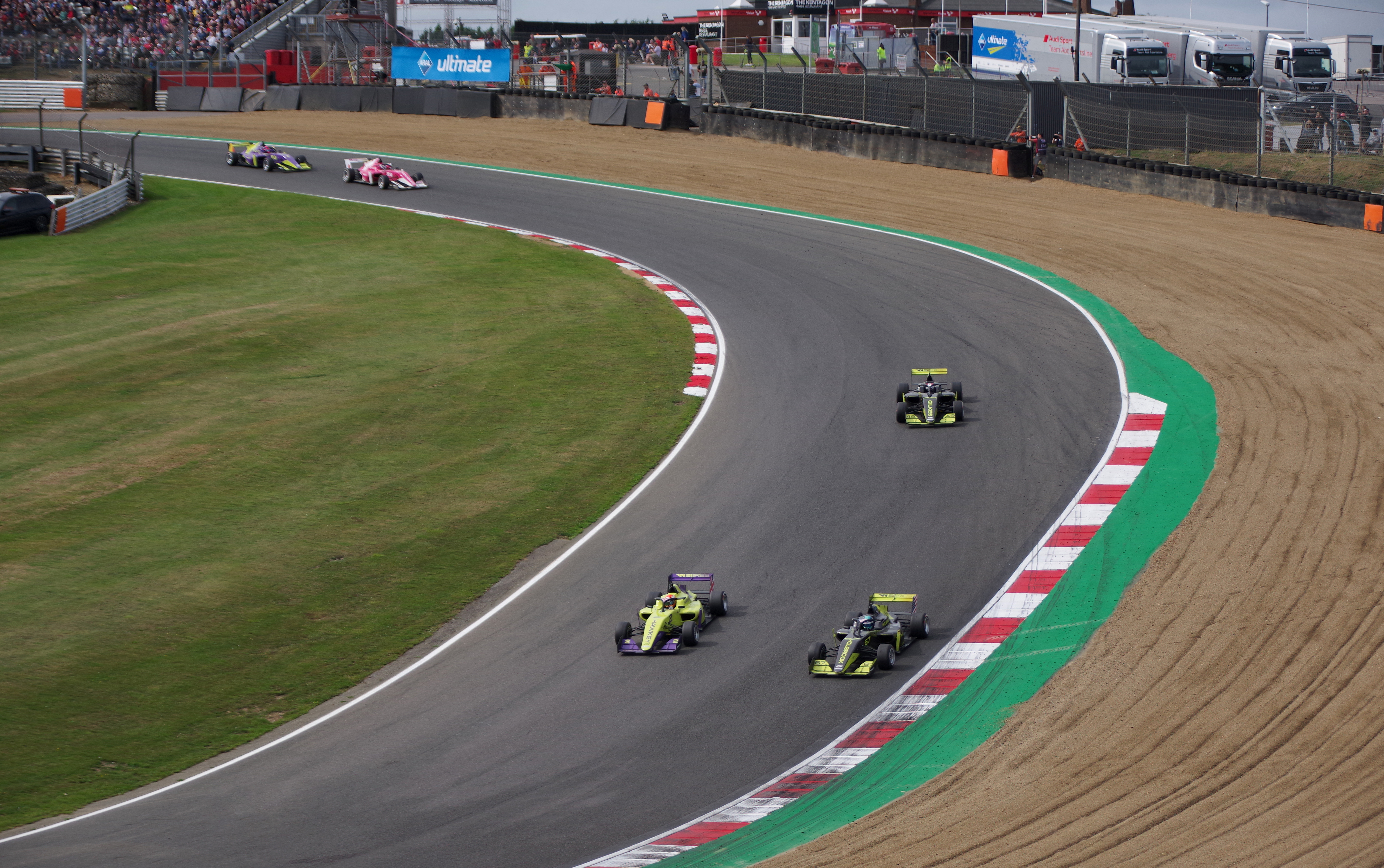
Cursa de les W Series a Brands Hatch el 2019

El 1986, John Foulston va comprar els circuits de Brands Hatch, Oulton Park i Snetterton, així com Cadwell Park l'any següent, a Grovewood Securities. El nou propietari va assegurar que el circuit de Brands Hatch acolliria dos nous campionats, Fórmula 3000 i Superbike. El 1988 se'n va canviar el disseny: el revolt Westfield Bend es va fer més estret i menys ràpid, el de Dingle Dell es va convertir en una xicana en sentit dreta-esquerra-dreta i es van construir nous garatges. Justament aquell any es va produir un gran accident a la cursa de Fórmula 3000 que va implicar vora deu pilots, entre ells el futur pilot de Fórmula 1 Johnny Herbert, qui va patir ferides molt greus a les cames que gairebé li van costar la seva carrera. Tots aquests accidents van demostrar que el traçat, malgrat els canvis patits al llarg dels anys, continuava sent molt perillós, amb escapatòries en determinats punts totalment inadequats.
El 1999, Nicola Foulston va anunciar que la Fórmula 1 tornaria a Brands Hatch, però finalment va vendre l'empresa a Octagon Motorsports, que va perdre l'oportunitat anunciada per Foulston. El circuit es va tornar a vendre el 2004 a l'empresa MotorSport Vision, finançada per l'antic pilot de Fórmula 1 Jonathan Palmer.

## Etimologia
Es diu que el nom del circuit prové del gaèlic Brondehach, format a partir de bron 'vessant boscós' i hach 'entrada al bosc'.

## Característiques
Brands Hatch és conegut com un dels circuits més tècnics de Gran Bretanya. Construït en un amfiteatre natural, el circuit té molts canvis d'elevació i ondulacions i permet als espectadors una excel·lent visió de gairebé tota la pista. Aquests factors, units a la seva proximitat a Londres, van permetre que el circuit s'inclogués al calendari de la Fórmula 1 des de 1964.

### Traçat

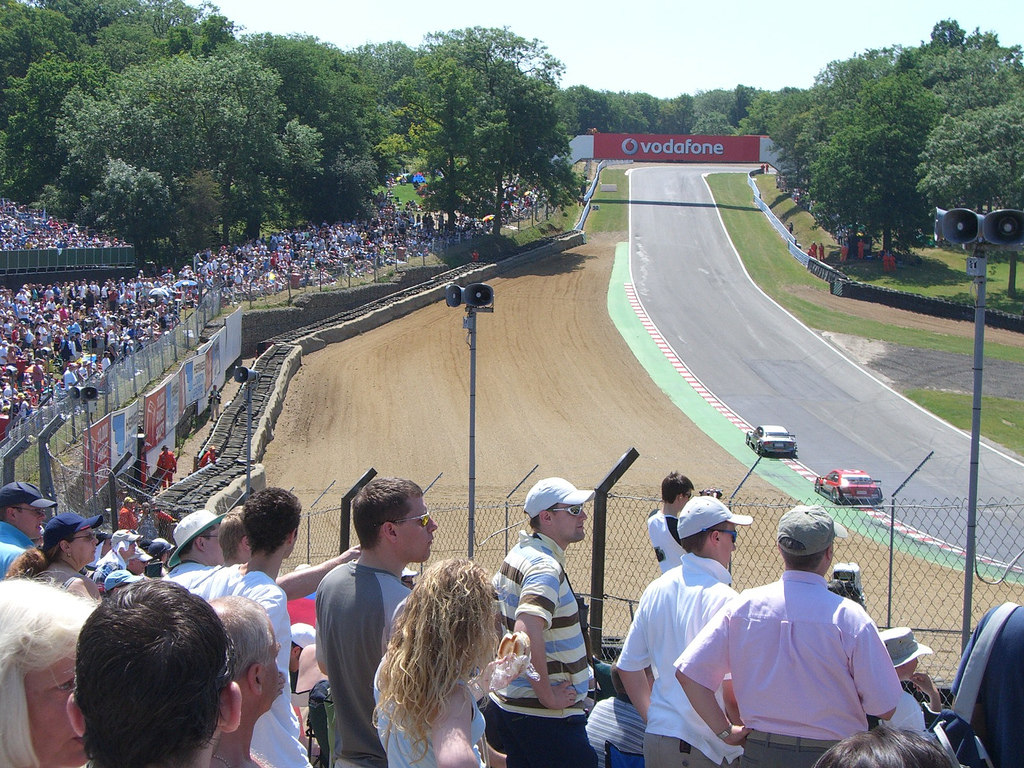
Dos cotxes en direcció a la Paddock Hill Bend el 2006

El recorregut comença a la Brabham Straight, una falsa recta en un coster on es troben la zona del pàdoc i els boxs. El revolt següent és el Paddock Hill Bend, un de costerut a la dreta, únic al món de les curses. A continuació, s'encara la recta de la Hailwood Hill que empalma amb la forquilla a la dreta Druids Bend. Tot seguit es torna a baixar fins al revolt Graham Hill Bend i després es tomba a l'esquerra cap a la curta Cooper Straight, que discorre paral·lela als boxs. El circuit d'Indy continua abordant part del revolt a l'esquerra Surtees i després tomba a la dreta primer a la pujada McLaren i després a la baixada cap a la Clark Curve, que porta de nou a la línia de meta. El circuit de Gran Premi, en canvi, aborda tota la pujada del revolt Surtees i després encara el Pilgrim's Drop i la baixada del Hawthorn Hill.
La pista torna a canviar de pendent encarant el revolt de pujada a la dreta Hawthorn Bend i la recta Derek Minter Straight, abans de tornar a la dreta a la Westfield Bend i el següent revolt a la dreta Dingle Dell (que durant la dècada del 1990 era una variant dreta-esquerra-dreta), que duu al gran revolt a la dreta anomenat Sheene Curve. S'encara aleshores el tram final del circuit que presenta un revolt pronunciat a l'esquerra, el Stirling Bend i una recta, la Clearways, que enllaça el circuit de Gran Premi amb el d'Indy, de cara al revolt final Clark Curve, que torna els corredors a la línia de meta.

## Historial del traçat

Circuit original (1950–1953)
Circuit de Gran Premi (1954–1959) i Circuit de Club (1960–1975)
Circuit de Gran Premi (1960–1975)
Circuit de Gran Premi (1976–1987)
Circuit de Gran Premi (1988–1998)
Circuit de Gran Premi (1999–2002)
Circuit de Gran Premi (2003–actualitat)
Circuit Indy (2003–actualitat)

## Llista de guanyadors de Grans Premis de F1 a Brands Hatch
| Any  | Pilot              | Equip               | Resultats |
| ---- | ------------------ | ------------------- | --------- |
| 1986 | Nigel Mansell      | Williams - Honda    | Resultats |
| 1985 | Nigel Mansell      | Williams - Honda    | Resultats |
| 1984 | Niki Lauda         | McLaren - TAG       | Resultats |
| 1983 | Nelson Piquet      | Brabham - BMW       | Resultats |
| 1982 | Niki Lauda         | McLaren - Cosworth  | Resultats |
| 1980 | Alan Jones         | Williams - Cosworth | Resultats |
| 1978 | Carlos Reutemann   | Ferrari             | Resultats |
| 1976 | Niki Lauda         | Ferrari             | Resultats |
| 1974 | Jody Scheckter     | Tyrrell - Cosworth  | Resultats |
| 1972 | Emerson Fittipaldi | Lotus - Cosworth    | Resultats |
| 1970 | Jochen Rindt       | Lotus - Cosworth    | Resultats |
| 1968 | Jo Siffert         | Lotus - Ford        | Resultats |
| 1966 | Jack Brabham       | Brabham             | Resultats |
| 1964 | Jim Clark          | Lotus - Climax      | Resultats |